# Cottemmolen
De Cottemmolen is een watermolen op de Molenbeek-Ter Erpenbeek nabij het natuurgebied Honegem in Erpe, een dorp in de Belgische provincie Oost-Vlaanderen.

## Geschiedenis
Een molen op de plaats werd opgetrokken voor 966. Op de Ferrariskaart uit de jaren 1770 staat hier een watermolen aangeduid. Op de huidige gevel staat het jaartal 1796 vermeld. Vroeger werd hij gebruikt als koren- en oliemolen maar tegenwoordig nog enkel als korenmolen. In 1986 werd de molen beschermd als monument en de omgeving werd als dorpsgezicht beschermd.

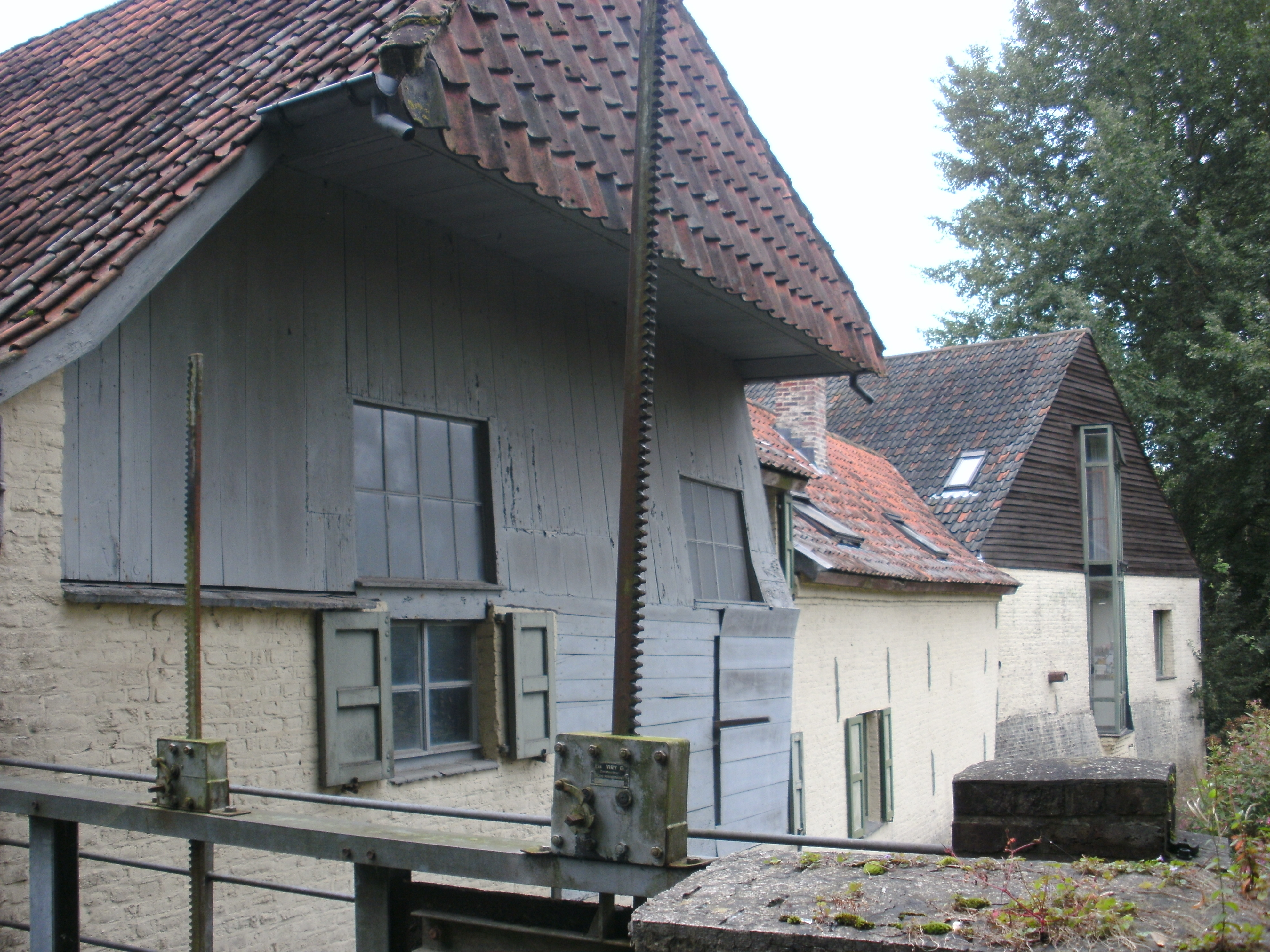
Zijaanzicht
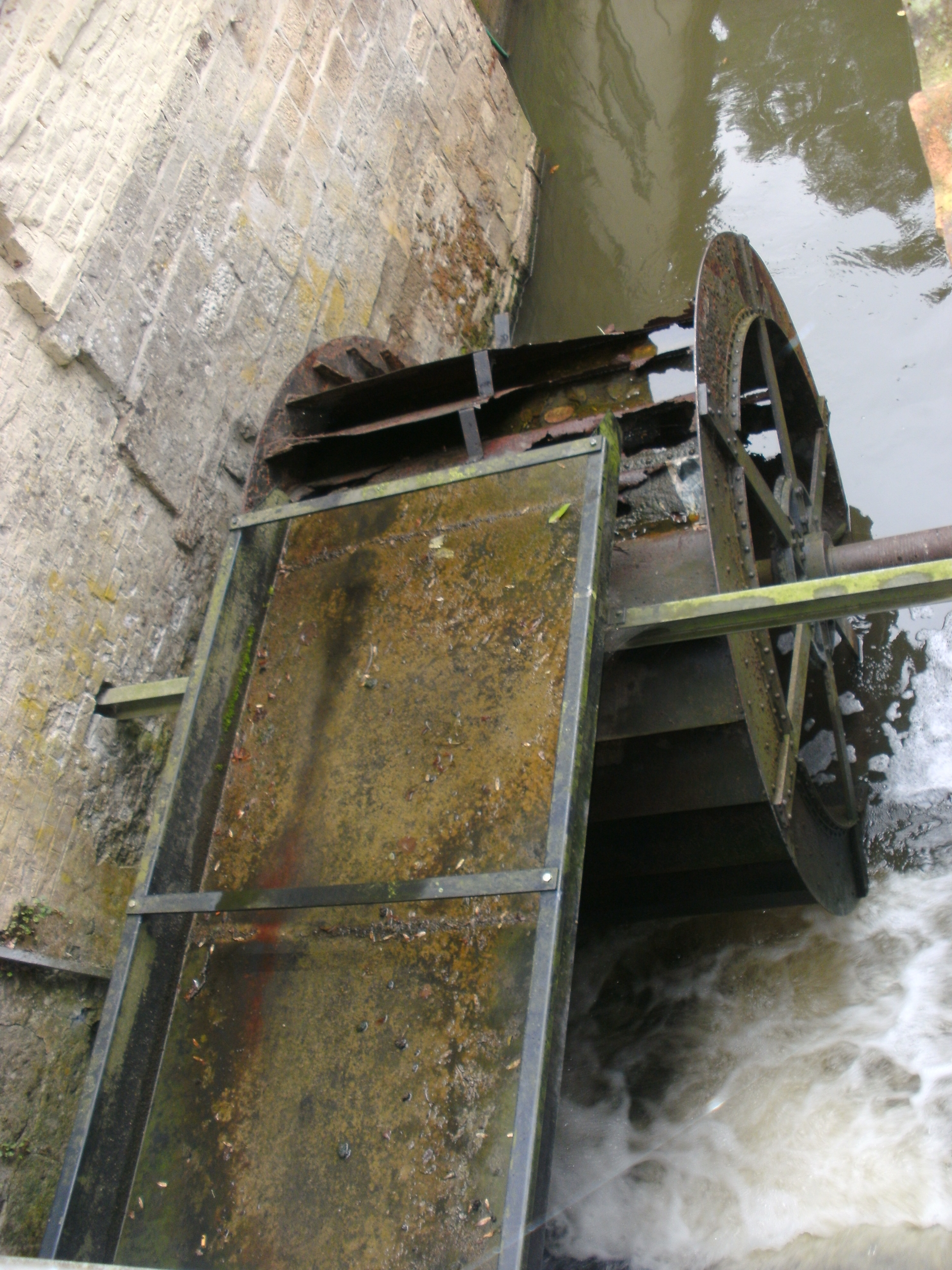
Molenrad

Cottemmolen ·
De Graevesmolen ·
De Watermeulen ·
Egemmolen ·
Engelsmolen ·
Gotegemmolen ·
Kruiskoutermolen ·
Molen te Broeck ·
Molens Van Sande ·
Ratmolen ·
Van Der Biestmolen ·
Zwingelmolen
- Inventaris van het Bouwkundig Erfgoed (Vlaanderen): 8226